# Frans Arnold Breuhaus de Groot

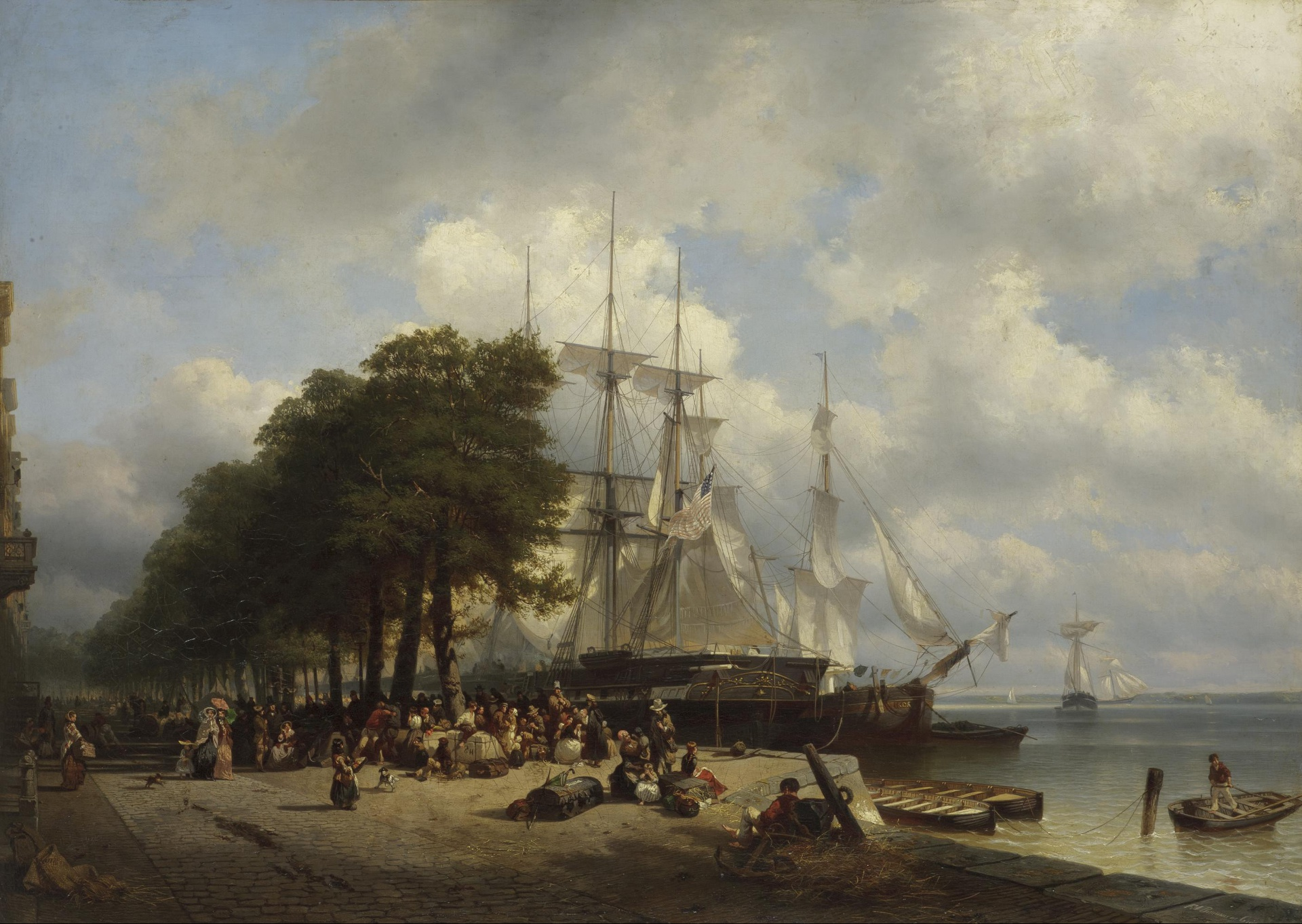
Abreise der Auswanderer
nach Amerika

Frans Arnold Breuhaus de Groot (* 13. Juni 1824 in Leiden; † 23. Juni 1872 in Brüssel) war ein niederländischer Marinemaler, Radierer und Lithograf. 
Er war Schüler seines Vaters Frans Breuhaus de Groot (1796–1875) und studierte von 1839 bis 1847 an der Koninklijke Academie van Beeldende Kunsten in Den Haag.
Breuhaus de Groot malte, radierte und lithographierte häufig Meer- und Flussansichten. Er war von 1839 bis 1847 in Den Haag, von 1850 bis 1861 in Amsterdam, 1861 wieder in Den Haag und ab 1861 in Brüssel tätig. Seine Werke zeigte er von 1841 bis 1870 auf Ausstellungen in Amsterdam und Den Haag.
1847 wurde Breuhaus de Groot Mitglied der Koninklijke Akademie van Beeldende Kunsten in Amsterdam.